# 第五 (姓)
第五（だいご）は、漢姓のひとつ。『百家姓』の502番目。
奇抜な複姓だが、古い由緒を持つ。現在の中国ではきわめてまれな姓である。

## 由来
『潜夫論』および『後漢書』によると、戦国時代の斉の田氏の子孫が、前漢時代に関中に移されたとき、人口が多かったため、第一氏から第八氏までに分けたという。そのうち第五のみが姓として後世に残った（ただし『元和姓纂』によると、王莽の時に第八矯という人がいたという。
また『万姓統譜』には唐の第二従直を挙げる）。

## 著名な人物
- 第五倫 - 後漢の政治家。
- 第五頡（中国語版） - 後漢の将作大匠。第五倫の子。
- 第五種 - 後漢の官僚。第五倫の曾孫。
- 第五訪 - 後漢の官僚。
- 第五元先（中国語版） - 後漢の学者。鄭玄の師。
- 第五猗 - 西晋の官僚・将軍。
- 第五琦 - 唐の政治家。
- 第五居仁 - 元の学者。